# Campionati africani di ginnastica artistica 2021
I Campionati africani di ginnastica artistica 2021 sono stati la XV edizione della manifestazione continentale di ginnastica artistica organizzata dall'Unione africana di Ginnastica. Si sono svolti dal 26 al 27 maggio 2021 presso il Nasr City Sporting Club di Il Cairo, in Egitto.
Originariamente la manifestazione avrebbe dovuto svolgersi a Pretoria nel 2020, ma è stata riorganizzata a causa dell'emergenza sanitaria conseguente alla pandemia di COVID-19.
La competizione ha assegnato due posti maschili e due femminili per i Giochi olimpici estivi di Tokyo 2020, con la regola di attribuire ad ogni nazione un solo posto di qualificazione, sia in ambito maschile che femminile. Tra le donne hanno ottenuto la qualificazione l'egiziana Zeina Ibrahim e la sudafricana Naveen Daries. Negli uomini si sono qualificati l'egiziano Omar Mohamed e il nigeriano Uche Eke, che è divenuto il primo ginnasta nigeriano a qualificarsi alle Olimpiadi.

## Podi

### Uomini
| Evento               | Oro          | Punti  | Argento     | Punti  | Bronzo   | Punti  |
| Concorso individuale | Omar Mohamed | 81,750 | Zaid Khater | 78,050 | Uche Eke | 75,950 |

### Donne
| Evento               | Oro           | Punti | Argento       | Punti | Bronzo        | Punti |
| Concorso individuale | Zeina Ibrahim |       | Farah Hussein |       | Naveen Daries |       |

## Medagliere
| Pos.   | Paese     | Oro | Argento | Bronzo | Totale |
| ------ | --------- | --- | ------- | ------ | ------ |
| 1      | Egitto    | 2   | 2       | 0      | 4      |
| 2      | Nigeria   | 0   | 0       | 1      | 1      |
| 2      | Sudafrica | 0   | 0       | 1      | 1      |
| Totale | Totale    | 2   | 2       | 2      | 6      |